# The Hitcher (film 2007)
The Hitcher è un film del 2007 diretto da Dave Meyers.
È un remake di The Hitcher - La lunga strada della paura (1986). Il film, prodotto tra gli altri dalla Platinum Dunes, di proprietà di Michael Bay, vede come protagonisti Sophia Bush, Zachary Knighton e Sean Bean (quest'ultimo ricopre il ruolo del feroce psicopatico che nel 1986 fu interpretato da Rutger Hauer).
La pellicola è uscita nelle sale cinematografiche degli USA 19 gennaio 2007, in quelle inglesi il 1º giugno dello stesso anno; in Italia il 30 maggio 2008.
È stato trasmesso per la prima volta in televisione in chiaro su Italia 1 il 7 agosto 2011.

## Trama
Jim e Grace, due fidanzati, studenti di un College, partono durante le vacanze primaverili per un viaggio, che li porta ad attraversare il deserto del Nuovo Messico con una Oldsmobile 442 del 1970, con la meta di arrivare a trovare le amiche di Grace.
Durante il tragitto, in piena notte e sotto un fitto temporale, i due rischiano di investire un uomo che si trova fermo in piedi in mezzo alla strada a fianco della propria auto in panne.
Dopo una breve sosta alla stazione di servizio, i due rincontrano l'uomo che era in mezzo alla strada che nel frattempo ha trovato un passaggio fino a lì. Così i due giovani decidono di offrire un passaggio all'automobilista fino al successivo motel.
L'uomo si rivelerà ben presto un pericoloso psicopatico che minaccia di uccidere Jim. I due giovani riescono ad aprire la portiera per poi buttare fuori dalla macchina l'uomo con dei calci, pensando di aver posto fine ad un fugace incubo.
Jim vuole catturarlo e quindi cerca subito di chiamare la polizia ma non ha più il telefono, che è caduto giù dal veicolo durante la colluttazione. Poco più avanti vedono dentro una macchina famigliare, con dei bambini, lo stesso uomo a cui avevano dato loro stessi un passaggio. Cercando di avvisare la famiglia, i due fidanzati finiscono fuori strada, distruggendo la loro macchina.
Appiedati i due si incamminano, scorgendo poco più avanti la macchina famigliare, con i bambini e la madre uccisi, mentre il padre ha con un coltello piantato nello stomaco in fin di vita. Successivamente si apprestano a fuggire con la loro macchina, in cerca di un ospedale e di aiuto, a breve però vengono raggiunti nuovamente dall'assassino che ha trovato una nuova macchina con cui terrorizzare ed inseguire le sue vittime.
Fermati alla successiva area di servizio, i due chiamano subito la polizia ma questi una volta arrivati provvedono al loro arresto.
Portati alla centrale di polizia, i due vengono dapprima interrogati per poi scoprire che l'uomo misterioso è arrivato anche lì, dove uccide tutti i poliziotti.
Nonostante ciò i due giovani riescono ugualmente a fuggire dalla stazione della polizia, poco prima dell'arrivo dei rinforzi. In breve i due diventano i maggiori sospettati da parte della polizia, anche di un omicidio di un poliziotto, con cui loro però non c'entrano niente.
Dopo un'ulteriore fuga dall'autostoppista e rifugiatisi in un motel, la ragazza si sveglia di soprassalto, molestata dall'assassino, John Ryder. Riuscita a sfuggirgli, presto scopre che sono caduti in una trappola ben allestita. Jim è infatti legato tra la motrice e il suo carro, e Grace tenterà di salvarlo. Inutile l'arrivo della polizia che finisce con la morte di Jim, che viene strappato in due.
Grace è invece insieme alla polizia che prova ad aiutarla e sostenerla psicologicamente.
Verso la fine quindi, mentre viene trasferito con un furgone blindato, Ryder riesce a liberarsi dalle manette e a provocare un incidente tra i veicoli, uscendone solo leggermente ferito. Lo stesso riesce a uccidere anche il tenente di polizia che accompagnava Grace durante il trasferimento, ma la ragazza, sottraendo un fucile a pompa, eliminerà definitivamente l'assassino, senza pietà.